# Турунтаевское сельское поселение (Томская область)
Турунтаевское се́льское поселе́ние — муниципальное образование в Томском районе Томской области Российской Федерации.
Административный центр — село Турунтаево.

## География
Расстояние до Томска колеблется от 45 км (Халдеево) до 97 км (Спасо-Яйское).

## История
Статус и границы сельского поселения установлены Законом Томской области от 12 ноября 2004 года № 241-ОЗ «О наделении статусом муниципального района, сельского поселения и установлении границ муниципальных образований на территории Томского района».

## Население
| 2002  | 2008  | 2009  | 2010  | 2011  | 2012  | 2013  | 2014  | 2015  |
| ----- | ----- | ----- | ----- | ----- | ----- | ----- | ----- | ----- |
| 2919  | ↘2749 | ↘2740 | ↘2267 | ↗2273 | ↘2235 | ↗2250 | →2250 | ↘2207 |
| 2016  | 2017  | 2018  | 2019  | 2020  | 2021  |       |       |       |
| ↘2189 | ↘2168 | ↘2136 | ↘2062 | ↘2050 | ↗2136 |       |       |       |

## Состав сельского поселения
| № | Населённый пункт  | Тип населённого пункта       | Население |
| - | ----------------- | ---------------------------- | --------- |
| 1 | Горьковка         | деревня                      | ↗10       |
| 2 | Новоархангельское | село                         | ↗349      |
| 3 | Перовка           | деревня                      | →129      |
| 4 | Подломск          | деревня                      | ↘195      |
| 5 | Спасо-Яйское      | деревня                      | ↘164      |
| 6 | Суетиловка        | деревня                      | ↗8        |
| 7 | Турунтаево        | село, административный центр | ↘945      |
| 8 | Халдеево          | деревня                      | ↗336      |

## Местное самоуправление
Председатели Совета поселения
- Анкудинова Екатерина Павловна[17] — предыдущий.
- Войнич Александр Иванович[18].

Главы администрации
- Ермоленко Владимир Петрович, глава поселения.
- с 2016 года — Неверный Сергей Владимирович, глава поселения.

## Экономика
Основу экономики поселения составляет деревообрабатывающая промышленность. Бо́льшая часть предприятий так или иначе связана с производством пиломатериалов.

## Образование
На территории поселения действуют 6 школ, детский сад, дом культуры, две библиотеки и др.